# Chó Canaan
Chó Canaan (tiếng Do Thái: כֶּלֶב כְּנַעַנִי, Kelev Kna'ani, tiếng Ả Rập: كلب كنعان, Kaleb Kana'an) cũng được biết đến như loài chó Kalef K’naani là một loài chó chăn gia súc ở vùng Trung Đông, nó được coi là quốc khuyển của Isarel.

## Tổng quan
Vào năm 1930, loài chó này cơ bản là được nhân giống với giống chó hoang Isarel và giống chó chăn cừu cổ. Trong lịch sử, chúng được sử dụng để lùa trâu bò và cừu. Giống chó Canaan được phân vào một loại trong những nhóm chó chăn gia súc. Giống chó này được đặt tên là Chó Canaan, theo vùng đất Canaan của Isarel.
Trong suốt Thế chiến thứ 2, loài chó này hầu như được sử dụng trong công việc tuần tra và lần đầu tiên được huấn luyện trong công việc dò bom mìn một cách hiệu quả. Thậm chí người ta đã dùng loài này như một kẻ đưa thư, dò mìn, tìm dấu vết, săn thú và chăn gia súc bởi vì chúng có khả năng tốt để đánh hơi, lắng nghe và học tập. Vào năm 1965, chó Canaan lần đầu tiên được nhập khẩu vào Hoa Kỳ bởi một nhà nhân giống tên là Tiến sĩ Rudolphina Menzel.

## Đặc điểm
Giống chó này mang nhiều màu khác nhau, từ nâu, đen, màu cát, màu kem và đỏ với những khoang màu. Một con Canaan có hai lớp lông lớp lông ngoài và lớp lông bên trong. Lớp lông tơ bên trong ngắn, rậm và mịn, trái lại bộ lông bên ngoài dày dài từ ½ đến1 ½ inch (khoảng 1 đến 3 cm). Lớp lông tơ rậm bảo vệ chúng khỏi thời tiết khắc nghiệt, như nóng hoặc lạnh và điều này giúp chúng trở thành những con chó canh gác. Như những con chó bảo vệ, giống chó Canaan có bản tính bảo vệ tự nhiên và phản ứng nhanh nhạy đối với tất cả những biến động bằng tiếng sủa đúng lúc.
Chó Canaan có một đôi tai dựng, gốc tai to, đỉnh tai hình tròn và mũi hơi chếch xuống. Hàm răng sắc nhọn, cặp mắt nâu tối hình quả hạnh, chân thẳng và có đệm thịt ở các bàn chân. Ngực sâu và đuôi vểnh cao. Loài chó này có kích thước trung bình, các kích thước lưng, bốn chân tạo thành hình chữ nhật. Một con chó Canaan nặng khoảng 35 đến 55 cân Anh (khoảng 16 đến 27 kg) và cao tầm 19 đến 24 inches (khoảng 50 đến 61 cm).
Chó Canaan cũng giống như những loài chó hoang đặc trưng và xa lánh người lạ. Chúng có thể được thuần hóa bởi sự dễ bảo, vâng lời và tính bảo vệ. Một con chó Canaan rất thân thiện với chủ nhân. Chúng sống từ 11 đến 15 năm. Những vấn đề về sức khỏe mà một con chó Canaan có thể mắc phải là thiểu năng tuyến giáp, chứng động kinh, teo võng mạc (PRA), và những vấn đề về hệ thống tiêu hóa, tim mạch và hệ thống hô hấp. Nên chăm sóc đúng cách đối với con chó Canaan bao gồm tắm, chải lông, cung cấp đủ dinh dưỡng cho chó như xương, sữa và cá.

## Tập tính

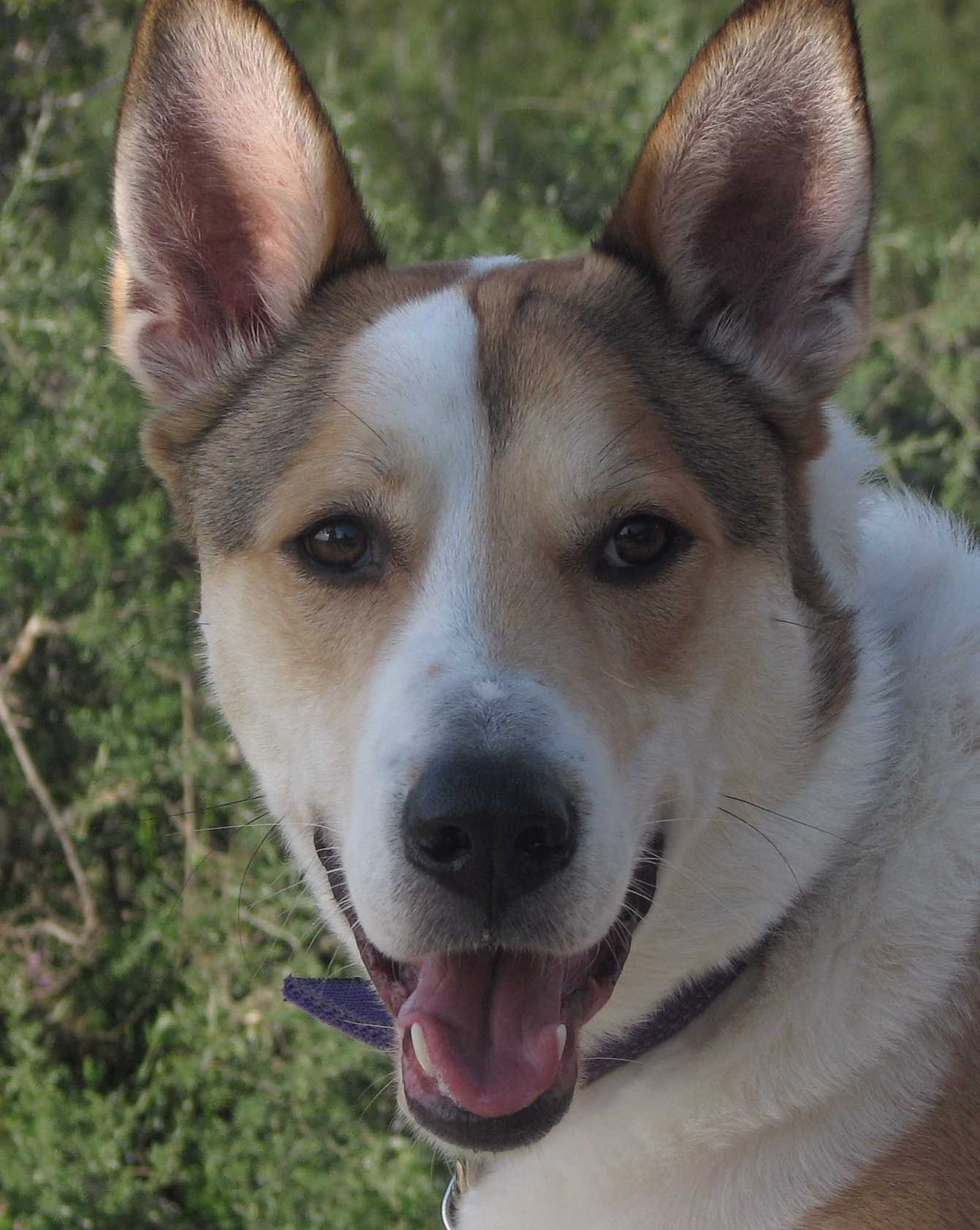
Mặt của một con chó Canaan

Một con chó Canaan thể hiện những khả năng của một con chó bảo vệ, về bản chất là một con chó chăn gia súc và được sử dụng cho công việc tuần tra ở Isarel. Với bản năng tự nhiên, loài chó Canaan thông minh và có thể học kỹ năng một cách nhanh chóng hơn những con chó hoang khác.
Một con chó Canaan luôn vâng lời và do đó phản ứng tốt đối với tất cả những loại huấn luyện. Nằm trong nhóm chó chăn gia súc, Chó Canaan bản chất rất tò mò và luôn cảnh giác. Trẻ nhỏ sẽ rất thích thú khi biết rằng một con Canaan sẽ phản ứng một cách đầy thân thiện với chúng. Giống chó này có thể là một loài chó vâng lời nếu được huấn luyện đúng cách.